# مک نیل (آرکانزاس)
مک نیل (آرکانزاس) (به انگلیسی: McNeil, Arkansas) یک شهر در ایالات متحده آمریکا با جمعیت ۶۶۲ نفر است که در آرکانزاس واقع شده‌است.

## موقعیت جغرافیایی
موقعیت جغرافیایی شهرها و مناطق اطراف به شرح زیر است: